# La roya
La roya (internationaler englischsprachiger Titel The Rust) ist ein Film von Juan Sebastián Mesa, der im September 2021 beim San Sebastián International Film Festival seine Premiere feierte.

## Handlung
Jorge arbeitet als Bauer auf einer Kaffeeplantage im Südwesten von Antioquia, die er von seinem Vater geerbt hat. Der junge Mann muss sich neben der Arbeit auch noch um seinen bettlägerigen und dementen Großvater kümmern. Während die anderen seiner Generation in die Stadt ausgewandert sind, ist er zurückgeblieben und hat eine Affären mit seiner Cousine Rosa begonnen.
Jorge ist wegen der anstehenden Feierlichkeiten schon sehr aufgeregt, zu denen seine Freunde aus Kindertagen zurück nach Hause kommen werden. Besonders aber freut er sich auf ein Wiedersehen mit Andrea, seiner ehemaligen Freundin, die er nie vergessen hat. Zur gleichen Zeit, als sie alle eintreffen, beginnt eine Krankheit die Kaffeebäume zu befallen. Jorge bemerkt bei den Feierlichkeiten, dass die Verbindung von ihm und den aus der Stadt heimgekehrten jungen Leuten verloren gegangen ist.

## Produktion

### Filmstab und Biografisches
Regie führte Juan Sebastián Mesa, der auch das Drehbuch schrieb. Mesa wurde 1989 in Medellín in Kolumbien geboren. Er ist Fotograf und Mitbegründer von Monociclo-Cine. Sein erster Spielfilm Los Nadies gewann 2016 den Publikumspreis der Critics’ Week in Venedig. Seinen Kurzfilm Tierra Mojada stellte er im darauffolgenden Jahr in der Sektion Orizzonti vor. La roya ist der zweite Spielfilm des Kolumbianers. Er hatte sich die Frage gestellt, wie sein Leben verlaufen wäre, wenn er auf dem Land geblieben wäre, anstatt in die Stadt zu ziehen und fing an, Leute zu interviewen, vor allem junge Leute, die auf den Feldern geblieben waren. Er wollte herauszufinden, warum sie sich entschieden hatten, dort zu bleiben. Seine Eltern und der größte Teil seiner Familie stammen aus Antioquia, der Kaffeeanbauregion im Südwesten Kolumbiens.

### Besetzung und Dreharbeiten

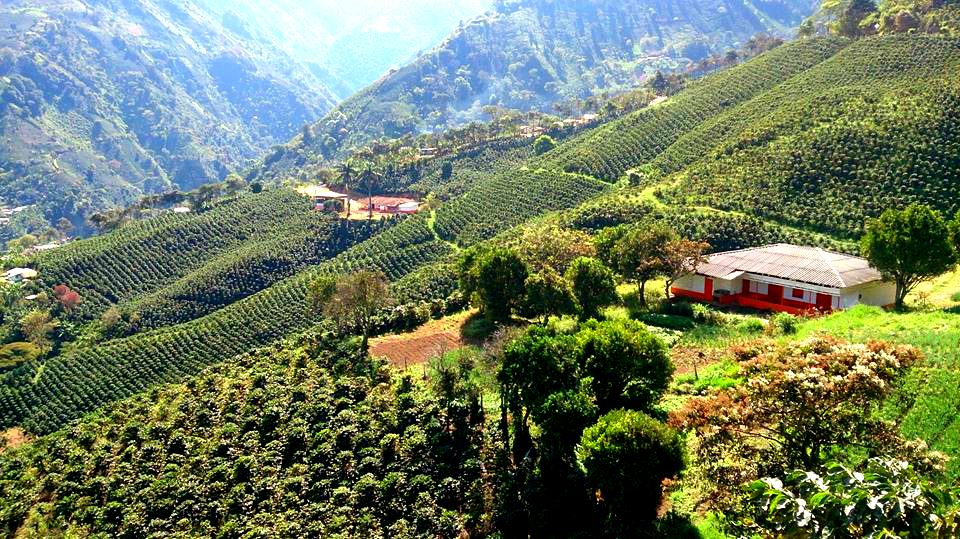
Gedreht wurde im Südwesten von Antioquia im kolumbianischen Teil der Andenregion

Es habe acht Monate gedauert, den Hauptdarsteller zu finden, so der Regisseur, da es kaum mehr junge Bauern gibt, die auch noch in einem Film mitwirken wollten. Auch Juan Daniel Ortíz, der letztlich für die Rolle von Jorge besetzt wurde, sei nur schwer zu überzeugen gewesen.
Der Film wurde im Südwesten von Antioquia gedreht, im kolumbianischen Teil der Andenregion. Als Kameramann fungierte David Correo Franco.

### Veröffentlichung
Die Premiere erfolgte am 23. September 2021 beim San Sebastián International Film Festival. Ab dem darauffolgenden Tag erfolgten Vorstellungen beim Zurich Film Festival. Im Oktober 2022 wurde er beim Beijing International Film Festival gezeigt.

## Auszeichnungen
San Sebastián International Film Festival 2021
- Nominierung für den New Directors Award (Juan Sebastián Mesa)